# 圣西尔韦斯特 (阿尔代什省)
圣西尔韦斯特（法語：Saint-Sylvestre，法語發音：[sɛ̃ silvɛstʁ] ⓘ）是法国阿尔代什省的一个市镇，属于罗讷河畔图尔农区。

## 地理
圣西尔韦斯特（44°59'23"N, 4°44'55"E）面积15.16 平方千米，位于法国奥弗涅-罗讷-阿尔卑斯大区阿尔代什省，该省份为法国东南部内陆省份，北起顺时针与卢瓦尔省、伊泽尔省、德龙省、沃克吕兹省、加尔省、洛泽尔省和上盧瓦爾省接壤。
与圣西尔韦斯特接壤的市镇（或旧市镇、城区）包括：尚皮、新科隆比耶、奥尔梅兹河畔吉约克、普拉、圣罗曼德莱尔。

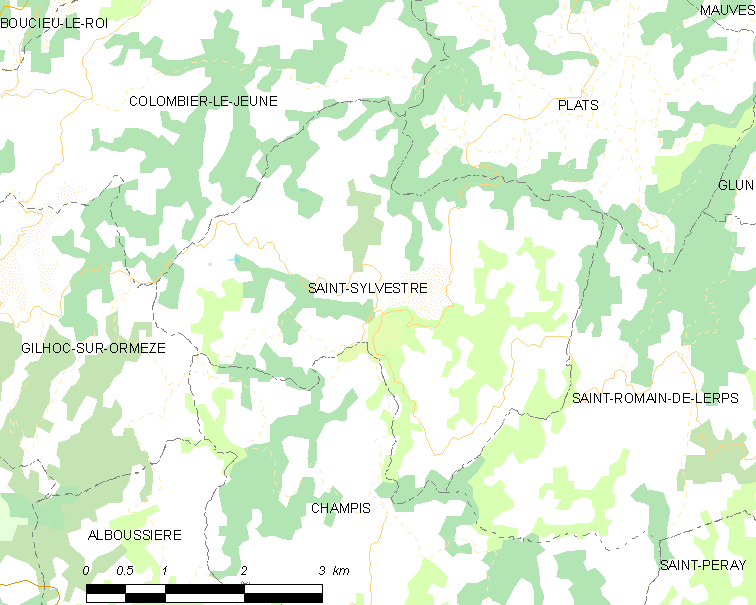
的OSM定位图

圣西尔韦斯特的时区为UTC+01:00、UTC+02:00（夏令时）。

## 行政
圣西尔韦斯特的邮政编码为07440，INSEE市镇编码为07297。

## 政治
圣西尔韦斯特所属的省级选区为上维瓦赖县。

## 人口

1962-2008年间人口变化图示

圣西尔韦斯特于2022年1月1日时的人口数量为511人。